# Caversham
Caversham is een buitenwijk van Reading in Engelse graafschap Berkshire (vroeger behoorde het echter tot Oxfordshire). Caversham was in de middeleeuwen eigendom van William Marshall en was tevens de plaats van zijn overlijden.